# Bitwa o Monte Battaglia
Bitwa o Monte Battaglia – starcie zbrojne stoczone w dniach 24 września – 11 października 1944 roku na froncie włoskim II wojny światowej.

## Przebieg starcia
24 września batalion partyzancki z 36 Brygady Garibaldiego, w sile 250 ludzi podzielonych na sześć kompanii, działający w górach w rejonie Imoli i Faenzy, zintensyfikował swoje działania, które doprowadziły do zajęcia Monte Battaglia rankiem 27 września. Tego samego ranka grupa partyzantów starła się z niemieckimi jednostkami broniącymi szczytu Monte Carnevale. Po drugiej stronie góry, nieświadomi obecności partyzantów, żołnierze 350 Pułku Piechoty amerykańskiej 88 Dywizji Piechoty („Błękitne Diabły”), zaangażowani w przełamanie linii Gotów, posuwali się z południa na północ między rzekami Senio i Santerno. Wskutek niemieckiego kontrataku, po południu 27 września Amerykanie zostali zepchnięci na Monte Battaglia. Już od zimy 1943 roku góra była bazą dla partyzantów i dezerterów, ale Niemcy i włoscy faszyści nie zidentyfikowali jej jako zagrożenie. Tym razem jednak, biorąc pod uwagę bliskość linii frontu, partyzanci musieli w deszczu odpierać atak niemieckiego 290 Pułku Grenadierów. Atak ten został odparty również przy pomocy 2. batalionu 350 Pułku.
Walki trwały przez kolejne pięć dni, ale Niemcy, pomimo posiłków wezwanych z frontu adriatyckiego i pomocy uzyskanej również od sił Republiki Salò, zostali ponownie odparci z dużymi stratami. Walki toczone przez brygadę partyzancką u boku armii amerykańskiej były epizodem o dużym znaczeniu propagandowym w czasie wyzwalania Włoch spod okupacji niemiecko-faszystowskiej. Po bitwie 350 Pułk 88 Dywizji przyjął nazwę „Mount Battaglia”.
3 października oddziały amerykańskiej 88 Dywizji na Monte Battaglia zostały zluzowane przez brytyjską 1 Brygadę Gwardii Walijskiej, która do 11 października stawiała czoła ostatnim niemieckim atakom. Walki były wyjątkowo krwawe, jednak ofiary ludzkie, wynoszące ponad 2000 zabitych po stronie alianckiej, były częściowo daremne: pomimo faktu, że kontrolowanie Monte Battaglia otwierało drogę do doliny Padu, natarcie aliantów zostało wstrzymane z przyczyn militarnych i politycznych aż do wiosny następnego roku.
W wyniku długotrwałych walk i intensywnego użycia artylerii pozostałości twierdzy na Monte Battaglia zostały doszczętnie zniszczone: pozostał jedynie trzon wieży i odnoga muru miejskiego, który zawalił się tuż po wojnie.
Ostateczna ofensywa aliantów we Włoszech rozpoczęła się w kwietniu 1945 roku. Dolinę Senio wyzwoliły włoskie dywizje „Friuli”, „Folgore” i „San Marco”.

## Upamiętnienie
Za poświęcenie mieszkańców i aktywność w walce partyzanckiej pobliska miejscowość Casola Valsenio została odznaczona Krzyżem Wojennym za Męstwo Wojskowe. Dwóch żołnierzy amerykańskich biorących udział w bitwie o Monte Battaglia zostało wyróżnionych najwyższym odznaczeniem wojskowym – Medalem Honoru (jeden z nich, st.sierż. sztab. Manuel V. Mendoza, pośmiertnie dopiero w 2014 roku).
Obecnie w miejscu bitwy mieści się pomnik.